# Vườn quốc gia Huascarán
Vườn quốc gia Huascarán (tiếng Tây Ban Nha: Parque Nacional Huascarán) là một vườn quốc gia trong dãy núi Cordillera Blanca, bao gồm một loạt các đỉnh núi thuộc dãy Andes, trong vùng Ancash ở trung tâm Peru. Nó là di sản thiên nhiên của nhân loại đã được công nhận, đồng thời cũng là Khu dự trữ sinh quyển. Ngọn núi cao nhất ở Peru nằm trong vườn quốc gia (còn có tên Huascarán, cao 6.768 mét). Đây là nơi có nhiều loài động thực vật bao gồm Dứa khổng lồ, Báo sư tử, Báo đốm Mỹ, Hươu Bắc Andes, Lạc đà thảo nguyên, Lợn vòi Nam Mỹ cùng nhiều loài chim.

## Tự nhiên
Vườn quốc gia Huascaran là nơi có nhiều ngọn núi khác nhau có độ cao từ 2000 đến hơn 6000 m. Ngọn núi Huascaran được dùng để đặt tên cho vườn quốc gia là ngọn núi cao nhất ở Peru với 6.768 m. Ngoài ra một số đỉnh núi cao khác lân cận như Alpamayo hay Nevado Pisco.
Với diện tích 3.000 km ², vườn quốc gia có sự đa dạng môi trường sống bao gồm 663 sông băng, 296 hồ và 41 phụ lưu của ba con sông quan trọng là sông Santa, Pativilca và Marañón.
Khí hậu của vườn quốc gia đặc trưng bởi hai giai đoạn trong năm. Đó là khoảng thời gian ấm áp, ẩm ướt với những cơn gió từ lưu vực sông Amazon đem đến lượng mưa nhiều từ tháng 12 tới tháng 3, và một khoảng thời gian khô rõ rệt giữa tháng 5 và tháng 10, với những ngày nắng đạt tới 25 °C và đêm cực kỳ lạnh mà nhiệt độ có thể giảm xuống dưới 0 °C. Nhiệt độ càng hạ hơn ở khu vực có độ cao cao hơn.

## Lịch sử
Vườn quốc gia này được thành lập vào năm 1975 để bảo vệ các loài động thực vật, hình thành địa chất, khảo cổ học còn lại trong vườn quốc gia (bao gồm cả di tích của nền văn hóa Chavin), toàn bộ cảnh quan của dãu núi Cordillera Blanca, và là biện pháp để khuyến khích nghiên cứu khoa học, tài nguyên thiên nhiên và văn hóa của khu vực. Du lịch được đẩy mạnh trong khu vực giúp cho cư dân ở đây giàu có hơn. Năm 1985 vườn quốc gia đã được công nhận là Di sản thế giới của UNESCO.